# Bobby Grim
Bobby Grim (n. 4 septembrie 1924 - d. 14 iunie 1995) a fost un pilot de curse auto american care a evoluat în Campionatul Mondial de Formula 1 între anii 1959 și 1960.
1. 1 2  Bobby Grim, Find a Grave, accesat în 9 octombrie 2017